# Records in Contexts
Records in Contexts (englisch; kurz RiC) ist ein Standard für die Verzeichnung von Archivgut.

## Geschichte
Im Jahr 2012 wurde vom Internationalen Archivrat (ICA) die Experts Group on Archival Description (EGAD) ins Leben gerufen. Das Gremium hat 21 Mitglieder aus 13 Ländern.
Sein Auftrag besteht in der Entwicklung eines auf archivischen Prinzipien basierenden Verzeichnungsstandards, der die vier bestehenden Standards ISAD(G), ISAAR(CPF), ISDF (International Standard Description of Functions) und ISDIAH (International Standard Description of Institutions with Archival Holdings) harmonisiert, integriert und weiterentwickelt.
Der neue Standard wurde im September 2016 am internationalen ICA Kongress in Seoul vorgestellt und der Entwurf eines konzeptuellen Modells (RiC-CM) als Vernehmlassungsvorlage publiziert. 2019 folgte eine zweite Vernehmlassungsvorlage. Der fertige Standard in der Version 0.2 wurde 2021 veröffentlicht. Neben dem konzeptionellen Modell umfasst RiC eine formale Ontologie (RiC-O), von der im Februar 2021 eine Version 0.2 erschienen ist.

## Inhalt
RiC-CM dokumentiert die wichtigsten Entitäten der archivischen Verzeichnung und ihre Eigenschaften.
Das Modell orientiert sich an den Aufgaben von Archivinstitutionen und den in diesem Zusammenhang entwickelten methodischen Grundlagen zur Kontextualisierung der archivierten Unterlagen, insbesondere dem Provenienzprinzip. Während die traditionelle archivische Verzeichnungspraxis den abzubildenden Entstehungszusammenhang in strikt hierarchischer Form repräsentiert ermöglicht RiC auf der Grundlage des RDF-Modells sowohl parallele als auch plurale Beziehungen zwischen einzelnen Elementen und damit die Repräsentation auch komplexer Zusammenhänge.
Der Standard kann damit als Versuch verstanden werden, die Prinzipien der archivischen Erschließung zu reformulieren und zu erweitern.
RiC reagiert aber nicht nur auf die durch die  Digitalisierung entstandenen neuen Möglichkeiten, sondern auch auf ein wachsendes Bewusstsein für die historisch-gesellschaftliche und mediale Bedingtheit der archivischen Praxis.
Die mit Hilfe von Web Ontology Language (OWL) erstellte Ontologie soll die Verknüpfbarkeit von beschreibenden Metadaten zu Archivbeständen mit solchen zu Überlieferungsgut in anderen Gedächtnisinstitutionen im Sinne von Linked Open Data ermöglichen.

## Kritik
Eine umfassende Kritik an der Vernehmlassungsvorlage stammt von InterPARES Trust, einem Forschungsprojekt zu Fragen der digitalen Archivierung. Bemängelt wird hier zum einen die Logik des Modells, zum anderen ein Mangel an Transparenz bei der Entwicklung des Standards.